# 摩根縣 (田納西州)
摩根县（英語：Morgan County）是美國田納西州東部的一個縣。面積1,353平方公里。根據美國2000年人口普查，共有人口17,957人。縣治瓦爾特堡 (Wartburg)。
成立於1817年。縣名紀念美國獨立戰爭軍官、代表維吉尼亞州的眾議員丹尼爾·摩根。